# Comté de Nolan
Le comté de Nolan, en anglais : Nolan County, est un comté situé au centre de l'État du Texas aux États-Unis. Fondé le 19 novembre 1876, son siège de comté est la ville de Sweetwater. Selon le recensement des États-Unis de 2020, sa population est de 14 738 habitants. Le comté a une superficie de 2 367 km2, dont 2 362 km2 en surfaces terrestres. Il est nommé en référence à Philip Nolan, un commerçant.

## Organisation du comté
Le comté de Nolan est créé le 19 novembre 1876, à partir des terres des comtés de Taylor, Tom Green et Young. Après plusieurs réorganisations foncières, il est définitivement organisé et autonome, le 20 avril 1886.
Il est baptisé en l'honneur de Philip Nolan,,, un marchand de chevaux, flibustier et explorateur irlando-américain.

## Géographie
Le comté de Nolan est situé au centre de l'État du Texas, aux États-Unis,. 
Il a une superficie totale de 2 367 km2, composée de 2 362 km2 de terres et de 5 km2 de zones aquatiques.

## Comtés adjacents
|                   | Comté de Fisher |                  |
| Comté de Mitchell | comté de Nolan  | Comté de Taylor  |
|                   | Comté de Coke   | Comté de Runnels |

## Démographie
Lors du recensement de 2010, le comté comptait une population de 15 216 habitants. En 2017, la population est estimée à 14 770 habitants,.

Pyramide des âges du comté de Nolan (2000).